# Millfore
Millfore är ett berg i Storbritannien.   Det ligger i kommunen Dumfries and Galloway och riksdelen Skottland, i den centrala delen av landet, 500 km nordväst om huvudstaden London. Toppen på Millfore är 337 meter över havet. Millfore ingår i Rhinns of Kells.
Terrängen runt Millfore är kuperad. Runt Millfore är det glesbefolkat, med 8 invånare per kvadratkilometer. Närmaste större samhälle är Newton Stewart, 9,9 km sydväst om Millfore. I omgivningarna runt Millfore växer i huvudsak blandskog.